# اندی باکلی
اندی باکلی (به انگلیسی: Andy Buckley) (زاده ۱۳ فوریه ۱۹۶۵) بازیگر آمریکایی است. او برای بازی در نقش دیوید والاس در مجموعه تلویزیونی کمدی اداره از سال ۲۰۰۶ تا ۲۰۱۳ شناخته شده‌است.

## ابتدای زندگی
باکلی در سیلم، ماساچوست چشم به جهان گشود و فرزند باربارا جی. کینگ و اندرو پی باکلی بود. او دو برادر و یک خواهر دارد. او در مدرسه پاین کرست تحصیل کرد که در سال ۱۹۸۳ از آن فارغ‌التحصیل شد و در دانشگاه استنفورد تحصیلات خود را ادامه داد و از آن‌جا در سال ۱۹۸۷ فارغ‌آلتحصیل شد و یک مدرک کارشناسی علوم سیاسی به دست آورد. او در تیم گلف مردان استنفورد گلف بازی می‌کرد. او به زودی کمدی و بداهه‌پردازی در تئاتر گراوندیگز را فرا گرفت با کمدین‌هایی مانند ملیسا مک‌کارتی و دکس شپارد همکاری داشت.